# Nationalpark Teluk Cenderawasih
Der Nationalpark Teluk Cenderawasih ist mit etwa 14.535 km² der größte marine Nationalpark Indonesiens, gelegen in der Cenderawasih-Bucht auf Neuguinea. Der größte Teil des Parkes gehört zum Bezirk Teluk Wondama der Provinz Papua Barat, während der östliche Teil zum Bezirk Nabire der Provinz Papua Tengah gehört. Der Park schließt die Inseln Mioswaar, Nusrowi, Roon, Rumberpon und Yoop ein. Der Park schützt ein marines Ökosystem mit über 150 verzeichneten Korallenarten, weswegen es als potentielles Welterbe gesehen wird.

## Flora und Fauna

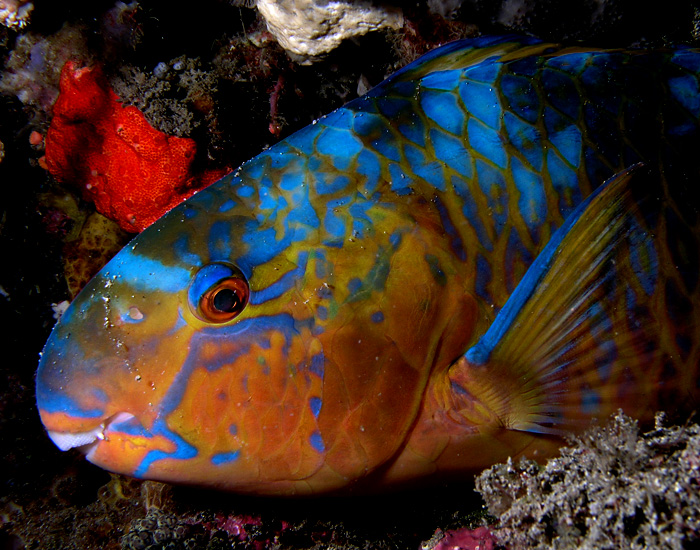
Ein Papageifisch, einer von 200 Fischarten im Nationalpark

Auf einer Fläche von 14.535 km² umfasst der Nationalpark Küsten- und Mangroven-Ökosysteme (0,9 %), Korallenriffe (5,5 %), Inseln-Ökosysteme (mit Tropenwald bedeckt) (3,8 %) und marine Gewässer (89,8 %). Auf den Inseln sind 46 Pflanzenarten verzeichnet, wobei Bruguiera und Avicennia-Arten vorherrschen, weiter Nypa fruticans, Metroxylon sagu, Casuarina equisetifolia und Terminalia catappa.
Das Korallenriff-Ökosystem ist ein Teil des Korallendreiecks. Im Park sind 150 Korallenarten beheimatet, die 15 verschiedenen Familien angehören und sich auf die Küstenbereiche von 18 Inseln verteilen. Darunter befinden sich Kolonien der Blauen Koralle, Schwarze Korallen, Leptoseris-arten, Mycedium elephantotus und Weichkorallen. Der Bedeckungsanteil mit lebenden Korallen variiert von 30–40 % bis 64–65 %.
Über 200 Fischarten bewohnen den Park, darunter Falterfische, Riffbarsche, Papageifische, Kaninchenfische, Echter Clownfisch und Haie. Weichtierarten umfassen Kaurischnecken, Flügelschnecken, Lambis-Arten, Tritonshörner und Tridacna gigas.
Vier Arten Von Schildkröten finden sich im Park: Die Echte Karettschildkröte, Suppenschildkröte, Oliv-Bastardschildkröte und die Lederschildkröte. Meeressäuger schließen Dugong, Blauwale und Delfine ein.

## Menschliche Besiedlung
Ca. 14.000 Menschen leben in 72 Dörfern innerhalb des Parks. Mehrere austronesische Sprachen werden im Gebiet gesprochen, die zum Zweig der Cenderawasih-Sprachen gehören, darunter: Wandamen, Dusner, Meoswar, Roon und Yeretuar.

## Schutz
1990 wurde das Gebiet als Teluk Cendrawasih Marines Naturreservat ausgewiesen. Der Nationalpark wurde 1993 geplant und 2002 deklariert. Der Park wird durch Balai Taman Nasional mit 106 Mitarbeitern betrieben.